# Ruta de Illinois 171
La Ruta de Illinois 171, y abreviada IL 171 (en inglés: Illinois Route 171) es una carretera estatal estadounidense ubicada en el estado de Illinois. La carretera inicia en el sur desde la US 6     en Joliet hacia el norte en la IL 72     en Chicago. La carretera tiene una longitud de 62,1 km (38.61 mi).

## Mantenimiento
Al igual que las autopistas interestatales, y las rutas federales y el resto de carreteras estatales, la Ruta de Illinois 171 es administrada y mantenida por el Departamento de Transporte de Illinois por sus siglas en inglés IDOT.